# مقیاس بزرگی لرزه‌ای مرکز هواشناسی ژاپن
مقیاس بزرگی لرزه‌ای مرکز هواشناسی ژاپن (انگلیسی: Japan Meteorological Agency magnitude scale) یک مقیاس بزرگی زمین‌لرزه است که توسط مرکز هواشناسی ژاپن تهیه شده و به‌کار می‌رود.

## دید کلی
مرکز هواشناسی ژاپن (JMA)، برای زمین‌لرزه‌های کم‌عمق (عمق کمتر از ۶۰ کیلومتر) در فاصله ۶۰۰ کیلومتری از یک مقیاس بزرگی استفاده می‌کند که با نشان MJMA, MJMA یا MJ مشخص می‌شود. این مقیاس را نباید با مقیاس بزرگی گشتاوری محاسبه شده توسط JMA که با Mw(JMA) یا M(JMA) نشان داده می‌شود و یا با مقیاس شدت لرزه‌ای شیندو اشتباه گرفت. مقیاس‌های بزرگی مرکز هواشناسی ژاپن، بر اساس حداکثر دامنه جنبش زمین (مانند مقیاس‌های محلی) هستند که عملکرد آن‌ها در زمین‌لرزه‌های با بازه بزرگی گشتاور لرزه‌ای ۴٫۵ تا ۷٫۵ Mw  «نسبتاً خوب» است، اما بزرگی‌های بیشتر را دست کم می‌گیرند.